# Іст-Брукфілд (переписна місцевість, Массачусетс)
Іст-Брукфілд (англ. East Brookfield) — переписна місцевість (CDP) в США, в окрузі Вустер штату Массачусетс. Населення — 1292 особи (2020).

## Географія
Іст-Брукфілд розташований за координатами 42°13′45″ пн. ш. 72°3′9″ зх. д. / 42.22917° пн. ш. 72.05250° зх. д. (42.229115, -72.052426).  За даними Бюро перепису населення США в 2010 році переписна місцевість мала площу 4,55 км², з яких 4,13 км² — суходіл та 0,42 км² — водойми.

## Демографія
Згідно з переписом 2010 року, у переписній місцевості мешкали 1323 особи в 513 домогосподарствах у складі 364 родин. Густота населення становила 291 особа/км².  Було 580 помешкань (128/км²).
Расовий склад населення:
| - 96,9 % — білих - 0,6 % — чорних або афроамериканців - 0,2 % — корінних американців - 0,2 % — азіатів |

До двох чи більше рас належало 1,6 %. Частка іспаномовних становила 2,6 % від усіх жителів.
За віковим діапазоном населення розподілялося таким чином: 22,6 % — особи молодші 18 років, 63,6 % — особи у віці 18—64 років, 13,8 % — особи у віці 65 років та старші. Медіана віку мешканця становила 41,5 року. На 100 осіб жіночої статі у переписній місцевості припадало 107,4 чоловіків;  на 100 жінок у віці від 18 років та старших — 104,4 чоловіків також старших 18 років.
Середній дохід на одне домашнє господарство  становив 73 470 доларів США (медіана — 62 188), а середній дохід на одну сім'ю — 88 750 доларів (медіана — 78 417). Медіана доходів становила 60 577 доларів для чоловіків та 40 625 доларів для жінок. За межею бідності перебувало 6,4 % осіб, у тому числі 11,0 % дітей у віці до 18 років та 8,7 % осіб у віці 65 років та старших.
Цивільне працевлаштоване населення становило 686 осіб. Основні галузі зайнятості: освіта, охорона здоров'я та соціальна допомога — 21,4 %, фінанси, страхування та нерухомість — 12,1 %, роздрібна торгівля — 10,8 %.